# Astia Walker
Astia Walker-Eastwood, jamajška atletinja, * 4. april 1975, Trelawny, Jamajka.
Nastopila je na poletnih olimpijskih igrah leta 2000, ko se je uvrstila v četrtfinale teka na 200 m. Na svetovnih prvenstvih je v štafeti 4x100 m osvojila bronasto medaljo leta 2001.